# 菲什克里克 (喬治亞州)
菲什克里克（英語：Fish Creek）是位於美國喬治亞州波爾克縣的一個非建制地區。該地的面積和人口皆未知。

## 地理
菲什克里克的座標為34°00′36″N 85°07′54″W / 34.01000°N 85.13167°W，而該地的平均海拔高度為252米（即827英尺）。